# Dům čp. 449 (Mikulášovice)
Dům čp. 449 v Mikulášovicích pochází z konce 18. století. Roubený podstávkový dům představuje v regionu typický příklad lidové architektury. Roku 1993 byl prohlášen kulturní památkou.

## Historie
Podstávkový dům čp. 449 pochází z konce 18. století. V 19. století byl dodatečně zvýšen o jedno polopatro. Dům představuje typickou stavbu lidové architektury 18. a 19. století oblasti Šluknovského výběžku a Horní Lužice. Od 1. dubna 1993 je chráněný jako nemovitá kulturní památka. Na počátku 21. století prošel celkovou rekonstrukcí. Stavba je v soukromém vlastnictví a je využívána k rekreaci.

## Popis
Dům stojí na obdélném komorovém půdorysu. Je celodřevěný, téměř celý roubený, v polopatře, včetně štítů, je obložený svislým bedněním. Za komorou se k domu připojuje svisle bedněná dřevěná stodola. Podstávky vytváří plochý segmentový oblouk. Střecha je sedlová.